# El Presidente (groupe)
Pour les articles homonymes, voir El Presidente.
El Presidente est un groupe de rock écossais, formé en 2004. Emmené par Dante Gizzi, ce quintette a des influences glam rock. Dante Gizzi est l'ancien leader de GUN (en). Quelques années après la fin du groupe en 1997, il se lance dans un nouveau projet, jouant dans les alentours de Glasgow (Écosse). Petit à petit se greffent un ancien membre de GUN, Jools, et la batteuse Dawn Zhu. Ils signèrent chez One Records en 2004. Seul Dawn décida d'accompagner Dante sur la tournée qui suivit. Ils recrutèrent alors Laura Marks, Thomas McNeice et Johnny McGlynn.
Le groupe a publié un album éponyme en octobre 2005, sorti en France en janvier 2006, peu après son concert remarqué aux Transmusicales de Rennes.
Le premier single du groupe fut 100MPH, suivi de Without You, Rocket et Turn This Thing Around.
Le groupe se sépare en 2007 pour des raisons inconnues.

## Liens
- « Site officiel (non-archivé) »(Archive.org • Wikiwix • Archive.is • Google • Que faire ?)